# 矮天名精
矮天名精（学名：Carpesium humile）是菊科天名精属的植物，为中国的特有植物。分布在中国大陆的青海、四川等地，生长于海拔2,250米至3,700米的地区，多生长在山坡草地和林缘，目前尚未由人工引种栽培。